# Rhopalura paraphanostomae
Rhopalura paraphanostomae är en djurart som beskrevs av Westblad 1942. Rhopalura paraphanostomae ingår i släktet Rhopalura, och familjen Rhopaluridae. Arten är reproducerande i Sverige.